# Комп'ютерний порт

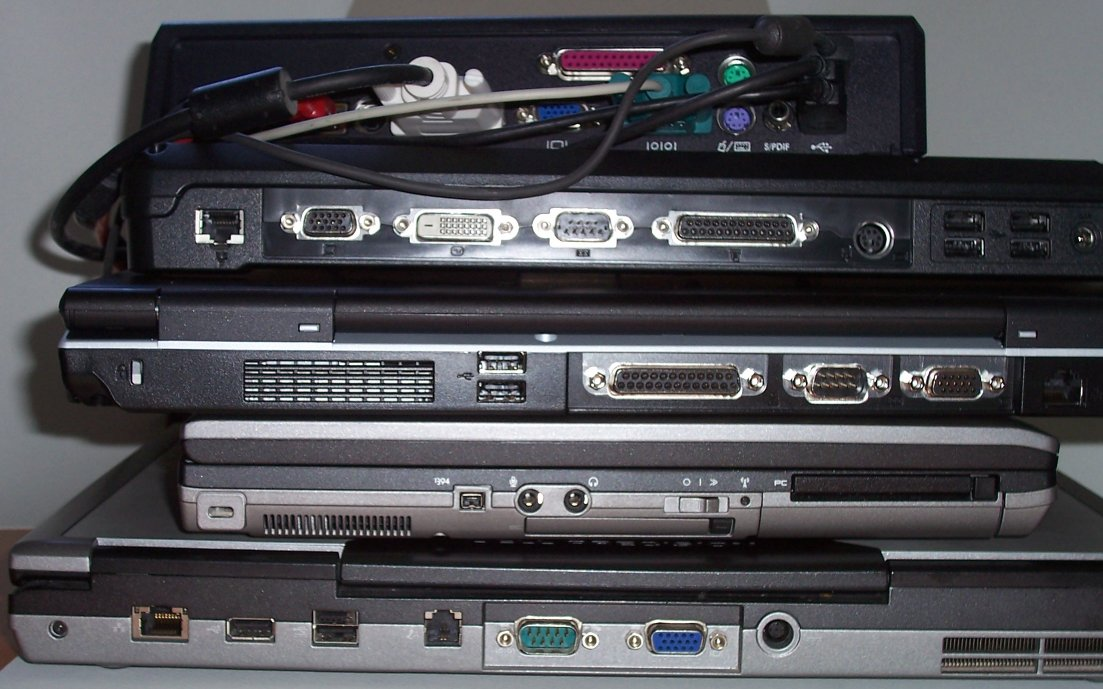
Різноманітні порти на ноутбуках.

У комп'ютерній інженерії та інформатиці поняття порт (у значенні «апаратний порт», на противагу програмній конструкції) використовується в таких значеннях:
- У апаратному забезпеченні (англ. hardware) — апаратний інтерфейс зі з'єднувачами того чи іншого типу, до якого під'єднуються електронні пристрої. Приклади: паралельний порт, послідовний порт, USB-порт, Serial ATA-порт.
- У інформатиці та мікропроцесорній техніці порт — програмно-апаратна сутність, що дозволяє обмін цифровими даними між центральним процесором і пристроями вводу-виводу. Деякі процесорні архітектури (наприклад, Intel 8080 і x86) мають спеціальні інструкції процесора для введення і виведення у/з портів; адресний простір портів у такому випадку повністю відділений від адресного простору пам'яті. Інші архітектури не мають таких інструкцій і сигналів, тоді обмін з пристроями відбувається за допомогою memory-mapped I/O[en] (програміст у такому випадку для зручності також може говорити «порт», маючи на увазі адресу в пам'яті для обміну з пристроєм). Приклад: у архітектурі IBM PC стандартний послідовний порт (RS-232) часто доступний за адресами 0x3F8…0x3FF. У комп'ютері Радіо 86РК окремий простір портів не використовується, і всі пристрої відображені на адреси пам'яті; наприклад, можна говорити, що порти, за якими адресується контролер прямого доступу до пам'яті, розташовані за адресами пам'яті 0xE000…0xEFFF.
- У комп'ютерних мережах портом часто називають фізичний (апаратний) інтерфейс, наприклад «порт роутера», «порт концентратора», «порт Ethernet», «порт X.21[en]».